# Klaus Sedlbauer
Klaus Peter Sedlbauer (* 11. Dezember 1965 in Tegernsee) ist ein deutscher Bauphysiker. Er ist Ordinarius des Lehrstuhls für Bauphysik der Technischen Universität München.  
Sedlbauer leitete bis April 2022 über 18 Jahre lang das Fraunhofer-Institut für Bauphysik (IBP), war Mitbegründer und Präsidiumsmitglied der Deutschen Gesellschaft für Nachhaltiges Bauen (DGNB) und Professor für „Konstruktive Bauphysik und Gebäudetechnik“ bzw. Bauphysik an der Fachhochschule Rosenheim und der Universität Stuttgart.

## Leben und Wirken
Sedlbauer studierte nach seinem Abitur in Miesbach von 1986 bis 1992 Physik an der Ludwig-Maximilians-Universität und schloss dieses Studium als Diplom-Physiker ab. Von 1992 bis 1994 war Sedlbauer Wissenschaftlicher Mitarbeiter am Fraunhofer-Institut für Bauphysik der Fraunhofer-Gesellschaft. Schwerpunkt seiner Tätigkeit an den Standorten Holzkirchen und Stuttgart waren die Themen Energie, Ökobilanzierung, Produktentwicklung, Hygrothermik und Raumklima. Seine Dissertation an der Fakultät für Bauwesen der Universität Stuttgart verfasste er zum Thema Vorhersage von Schimmelpilzbildung. Er wurde dafür 2001 mit Auszeichnung promoviert.
Von 1994 bis 1997 leitete er die Arbeitsgruppe Bauteilentwicklung der „Gips-Schüle“-Abteilung am Fraunhofer-Institut für Bauphysik in Stuttgart. Von 1997 bis 1999 war er als Leiter der Arbeitsgruppe „Hygrothermische Softwareentwicklung“ der Abteilung „Hygrothermik“ des Fraunhofer-Instituts für Bauphysik am Standort Holzkirchen tätig. Von 2000 bis 2003 übernahm er die stellvertretende Leitung der Abteilungen „Hygrothermik“ und „Wärmetechnik-Holzkirchen“ und wurde schließlich im Oktober 2000 zugleich zum stellvertretenden Institutsleiter am Standort Holzkirchen ernannt.
Von März bis Oktober 2003 war Sedlbauer Professor für das Lehrgebiet „Konstruktive Bauphysik und Gebäudetechnik“ an der Fachhochschule Rosenheim.  Von November 2003 bis März 2014 war Klaus Peter Sedlbauer Professor für Bauphysik an der Universität Stuttgart. Er ergänzte das dortige Lehrangebot unter anderem um den Weiterbildungsstudiengang "Master Online Bauphysik". Am Institutszentrum Stuttgart, das insgesamt sechs Forschungsinstitute umfasst, ist Sedlbauer seit 2005 zudem geschäftsführender Institutsleiter. Seit 1. April 2014 ist Sedlbauer Professor für Bauphysik der Ingenieurfakultät Bau Geo Umwelt der Technischen Universität München sowie erst alleiniger, seit 1. Januar 2016 einer der beiden Leiter des Fraunhofer-Instituts für Bauphysik mit den – Stand 2019 – drei Standorten Stuttgart, Holzkirchen und Nürnberg. Im April 2022 beendete Sedlbauer auf eigenen Wunsch seine Tätigkeit als Institutsleiter am Fraunhofer IBP, um sich in vollem Maße auf seine Aufgaben als Universitätsprofessor und Forscher an der Technischen Universität München (TUM) zu konzentrieren.
Sedlbauer war als Mitbegründer ab 2007 viele Jahre Mitglied des Präsidiums der Deutschen Gesellschaft für Nachhaltiges Bauen DGNB. Er sitzt im Aufsichtsrat der Firma Sto.

## Ehrungen
- Im Jahr 2004 erhielt Sedlbauer den WTA-Preis der Wissenschaftlich-Technischen Arbeitsgemeinschaft für Bauwerkserhaltung und Denkmalpflege e.V.
- 2005 wurde er mit der Ehrennadel der Handwerkskammer Münster ausgezeichnet.
- 2013 wurde er zum Mitglied der Berlin-Brandenburgischen Akademie der Wissenschaften gewählt.[3]

## Forschung
Größere Forschungsarbeiten erfolgten in staatlichem Auftrag sowie im Auftrag öffentlich geförderter Institutionen, der Bauindustrie bzw. von Industrieverbänden. Die Schwerpunkte lagen dabei auf den Gebieten der Bauprodukt- und Methoden/Softwareentwicklung und Bewertung/Beurteilung, in den bauphysikalischen Disziplinen Energieeinsparung, Wärmeschutz, Feuchteschutz, Raumklima, Gesundheits- und Umweltverträglichkeit sowie Aufbau des Bereichs Nachhaltigkeit im Bau.

## Gremien (Auswahl)
- 2003 bis längstens 2019[4] Mitglied der Innenraumlufthygiene-Kommission des Umweltbundesamtes
- 2004 bis längstens 2019[5] Mitglied im wissenschaftlichen Beirat des Bundesverbands für Schimmelpilzsanierung
- seit 2006 Mitglied der Hauptkommission des Wissenschaftlich-Technischen Rates der Fraunhofer-Gesellschaft
- 2007 Mitbegründer und bis längstens 2015[6] Mitglied des Präsidiums der Deutschen Gesellschaft für Nachhaltiges Bauen
- 2008 Mitglied des wissenschaftlichen Gutachterausschusses des damaligen Bundesministeriums für Verkehr, Bau und Stadtentwicklung
- seit 2013 Ordentliches Mitglied in der Technikwissenschaftlichen Klasse bei der Berlin-Brandenburgischen Akademie der Wissenschaften (BBAW)
- 2013 bis längstens 2019[7] Mitglied des Kuratoriums der Steinbeis-Stiftung für Wirtschaftsförderung (StW)[8]
- seit 2014 Mitglied in der neu gegründeten Kommission Nachhaltiges Bauen (KNB) am Umweltbundesamt[9]

## Schriften (Auswahl)
- Literatur von und über Klaus Sedlbauer im Katalog der Deutschen Nationalbibliothek